# Pratapsasan
Pratapsasan é uma vila no distrito de Khordha, no estado indiano de Orissa.

## Demografia
Segundo o censo de 2001, Pratapsasan tinha uma população de 11,970 habitantes. Os indivíduos do sexo masculino constituem 52% da população e os do sexo feminino 48%. Pratapsasan tem uma taxa de literacia de 66%, superior à média nacional de 59.5%: a literacia no sexo masculino é de 74% e no sexo feminino é de 58%. Em Pratapsasan, 11% da população está abaixo dos 6 anos de idade.